# Sakizaya
I Sakizaya, o Sakiraya o Sakiray (cinese : 撒奇萊雅) sono uno dei 16 gruppi aborigeni dell'isola di Taiwan, ufficialmente riconosciuti dalla Repubblica di Cina.
Si stima che la popolazione sia tra i 5000 ed i 10000 individui.

## Storia
I Sakizaya originariamente vivevano nel nord-est di Taiwan. Nel 1878, sotto la dinastia dei Qing, furono trasferiti con la forza più a sud, disperdendoli tra i vari gruppi Amis, dei quali i Sakizaya finirono per adottare alcune abitudini, e coi quali spesso si mescolarono. 

## Lingua
La lingua sakizaya è spesso classificata come un dialetto del nataoran o dell'amis. Il nataoran e l'amis formano il gruppo «centrale » del ramo « formosano orientale» delle «lingue austronesiane ».